# Paluzzo Paluzzi Altieri degli Albertoni
Paluzzo Paluzzi Altieri degli Albertoni, född 8 juni 1623 i Rom, död 29 juni 1698 i Rom, var en italiensk kardinal och ärkebiskop.

## Biografi
Paluzzo Paluzzi Altieri degli Albertoni var son till markisen Antonio Paluzzi degli Albertoni och Laura Carpegna. Paluzzi studerade rättsvetenskap vid Universitetet i Perugia, där han promoverades.
År 1664 utsåg påve Alexander VII in pectore Paluzzi till kardinalpräst med Santi XII Apostoli som titelkyrka. Paluzzi utnämndes 1666 till biskop av Montefiascone e Corneto och biskopsvigdes den 2 maj samma år i San Silvestro in Capite. År 1670 utnämndes han till ärkebiskop av Ravenna, vilket han var till och med 1674. Paluzzi var camerlengo mellan den 10 januari 1678 och den 9 januari 1679.
Kardinal Paluzzi har fått sitt sista vilorum i Cappella di San Giovanni Battista i Santa Maria in Campitelli i Rom.